# Teredo portoricensis
Teredo portoricensis (ang. Puerto Rico shipworm) – gatunek małża z rodziny świdrakowatych (Teredinidae) charakteryzujący się zdolnością trawienia celulozy. Jest endemitem Portoryko.